# Fatuma Szarkijja
Fatuma Szarkijja – wieś w Syrii, w muhafazie Al-Hasaka. W 2004 roku liczyła 400 mieszkańców.